# Джозеф Палмер II
Джозеф Палмер II (англ. Joseph Palmer II; 16 июня 1914 — 15 августа 1994) — американский дипломат.

## Биография
Джозеф Палмер II родился 16 июня 1914 года в Детройте (штат Мичиган), и вырос в Бостоне. Окончил Гарвард-колледж в 1937 году, затем поступил в школу дипломатической службы Джорджтаунского университета.

### Карьера
Палмер поступил на дипломатическую службу США в 1939 году.
- В 1941–1945 годах — сотрудник консульства США в Найроби (Британская Кения).
- В 1945–1949 годах — помощник начальника Африканского отдела Государственного департамента США.
- В 1950–х годах — сотрудник Посольства США в Великобритании.
- В 1958–1960 годах — сотрудник консульства США в Южной Родезии.

23 сентября 1960 года президент США Дуайт Эйзенхауэр назначил Палмера первым чрезвычайным и полномочным послом США в Федерации Нигерия, в рамках подготовки страны к независимости. 1 октября Палмер открыл американское посольство в Лагосе и через три дня вручил свои верительные грамоты. Когда в октябре 1963 года была провозглашена Первая нигерийская республика, Палмер был повторно аккредитован, вручив свои новые верительные грамоты президенту Нигерии Ннамди Азикиве 12 декабря 1963 года.
16 февраля 1964 года был назначен президентом Джонсоном на должность генерального директора Дипломатической службы США, которую занимал до апреля 1966 года.
С 1 апреля 1966 по 7 июля 1969 года — третий помощник госсекретаря США по делам Африки.
8 июля 1969 года был назначен на должность чрезвычайного и полномочного посла США в Королевстве Ливия. Во время пребывания Палмера в Ливии, 1 сентября в стране произошёл военный переворот под руководством Муаммара Каддафи, свергший монархию. Спустя месяц, Палмер вручил свои верительные грамоты правительству Каддафи. Однако вскоре антиамериканская позиция Каддафи и его поддержка международного терроризма вынудили Соединённые Штаты отозвать посла Палмера 7 ноября 1972 года.
Умер 15 августа 1994 года в своём доме в Бетесде (штат Мэриленд) от осложнений после инсульта. Был похоронен на кладбище Рок-Крик в Вашингтоне.